# 十四年式十糎加農砲
十四年式十糎加農（じゅうよねんしきじっせんちかのん）は、1920年代初期に開発・採用された大日本帝国陸軍の加農（加農砲）である。俗称は十四年式十糎加農砲（じゅうよねんしきじっせんちかのんほう）。
開脚式砲架を有する実用砲としては日本初、また自動車牽引（機械化砲兵）を考慮した点でも初であった。

## 概要
第一次世界大戦の欧州戦場における砲兵戦術の進歩と射程延伸の傾向に鑑み、固定陣地用の七年式十糎加農を原型として、軍砲兵たる野戦重砲兵向けの大威力十加（ジッカ）を得ることを目的として製作された砲。
1918年（大正7年）7月、「甲第177号」上申をもって開発案と七年式十糎加農を原型とする設計要領を提出し、同年8月、「参第480号」により試製審査の実施が決定された。当初は8馬輓曳によるものとされ試製砲が完成したが、1920年（大正9年）7月、「参第398号」陸軍技術本部研究方針により自動車（牽引車）牽引も可能とするように改められた。改修した試製砲は1923年（大正12年）に完成し、5月26日付の「甲第160号」上申により十二年式十珊加農（じゅうにねんしきじっさんちかのん）として仮制式制定された。
しかし、フランスのシュナイダー社が保有していた開脚式砲架の特許に本砲の構造が抵触することがわかり、十二年式十珊加農砲としては制式制定せず生産にも入らないことにして、1925年（大正14年）に特許期間が時効に達するのを待って、改めて十四年式十糎加農として制式制定された。
閉鎖機は段隔螺式、装填は分離薬筒で、装薬は三号帯状薬を使用し、強装薬と定装薬の2種が用意されていた。原則として強装は長距離砲撃に用いる尖鋭弾専用で、その他の弾種は定装で撃つが状況によっては互換でき、射表もそれぞれ弾種別に用意された。制定当初の最大射程は13,300mであったが、尖鋭弾の進歩発達によりのちには15,300mまで延伸された。
8馬輓曳と自動車牽引の双方を選択できたが、制定当初は適当な牽引車がなく、1928年（昭和3年）にようやく大阪砲兵工廠の国産50馬力牽引車が制定されたがこれは不満足な出来で、1931年（昭和6年）にホルト30型を1個連隊分輸入してやっと機械化牽引運用の実績を挙げ、結局、九二式十糎加農用に開発した九二式五屯牽引車を得て、一世代前の砲であるはずの本砲装備連隊は完全機械化となった。
本砲は後続十加である九二式十糎加農の採用・配備後も第一線にとどまり、九二式十糎加農・九六式十五糎榴弾砲などとともに野戦重砲兵連隊が運用する重砲として、第二次世界大戦の終結まで使用され続けた。

## 使用弾種

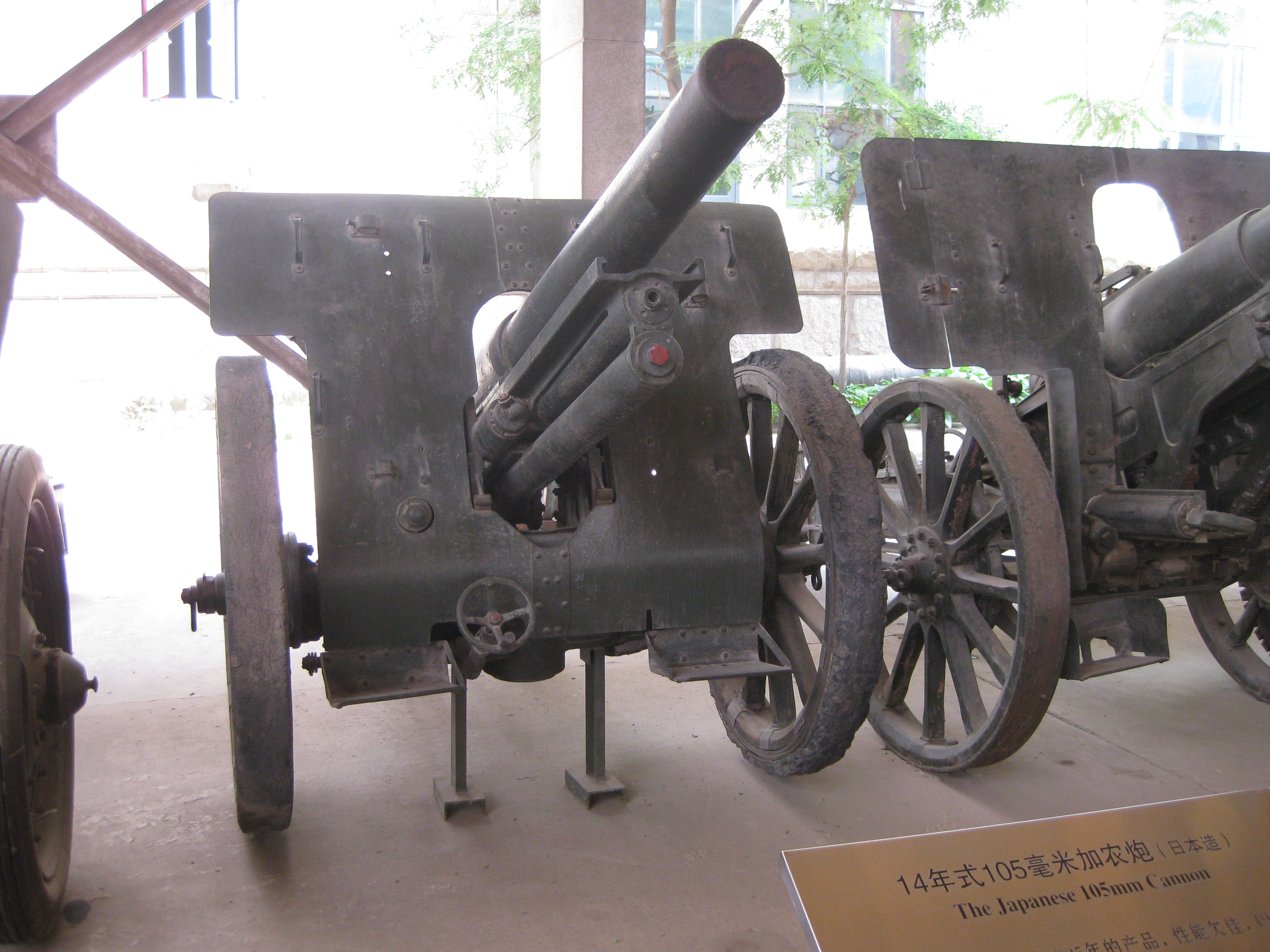
中国人民革命軍事博物館に展示される砲。

- 十四年式榴弾
- 九二式榴弾
- 十四年式鋼性銑榴弾
- 九一式鋼性銑榴弾
- 十四年式鋼性銑尖鋭弾
- 九一式尖鋭弾
- 九五式尖鋭弾
- 九五式破甲榴弾
- 十四年式榴霰弾
- 十四年式発煙弾
- 九五式焼夷弾、等